# Copeville
Copeville är en ort i Australien. Den ligger i kommunen Karoonda East Murray och delstaten South Australia, omkring 110 kilometer öster om delstatshuvudstaden Adelaide. Antalet invånare är 142.
Trakten runt Copeville är nära nog obefolkad, med mindre än två invånare per kvadratkilometer.. Det finns inga andra samhällen i närheten.
Omgivningarna runt Copeville är i huvudsak ett öppet busklandskap. Genomsnittlig årsnederbörd är 363 millimeter. Den regnigaste månaden är februari, med i genomsnitt 59 mm nederbörd, och den torraste är december, med 8 mm nederbörd.